# ساعات خوش دوک دوبری

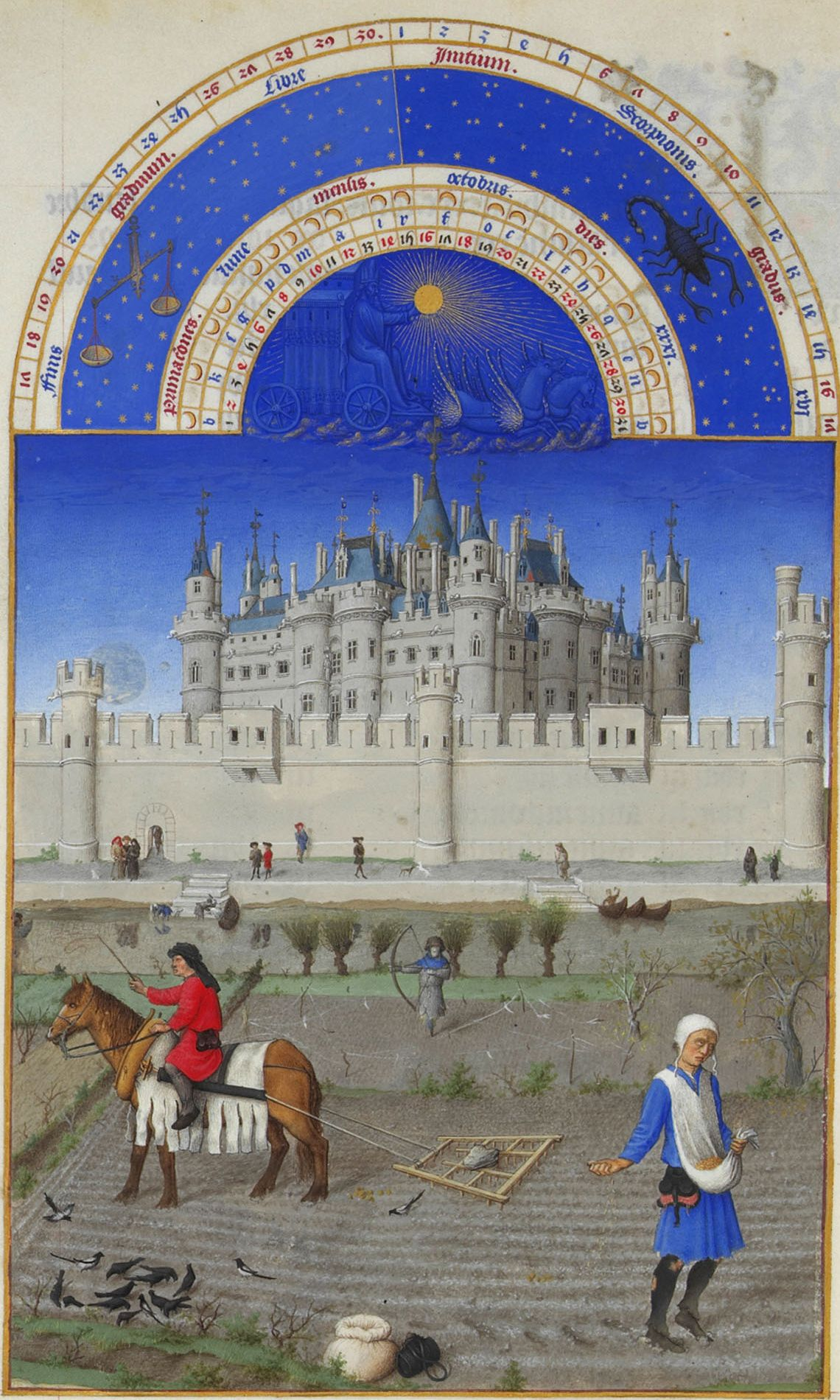
اکتبر، برگی از کتاب ساعات خوش دوک دوبری

خوش‌هنگام‌های دوک دو بری یا ساعات خوش دوک دو بری (به فرانسوی: Les Très Riches Heures du duc de Berry) نام کتاب مصوری است که دربرگیرنده خاطرات شاهزاده فرانسوی ژان، دوک بری است که در سده ۱۵ (میلادی) توسط برادران لمبورگ تصویر شده است.

## نگارخانه

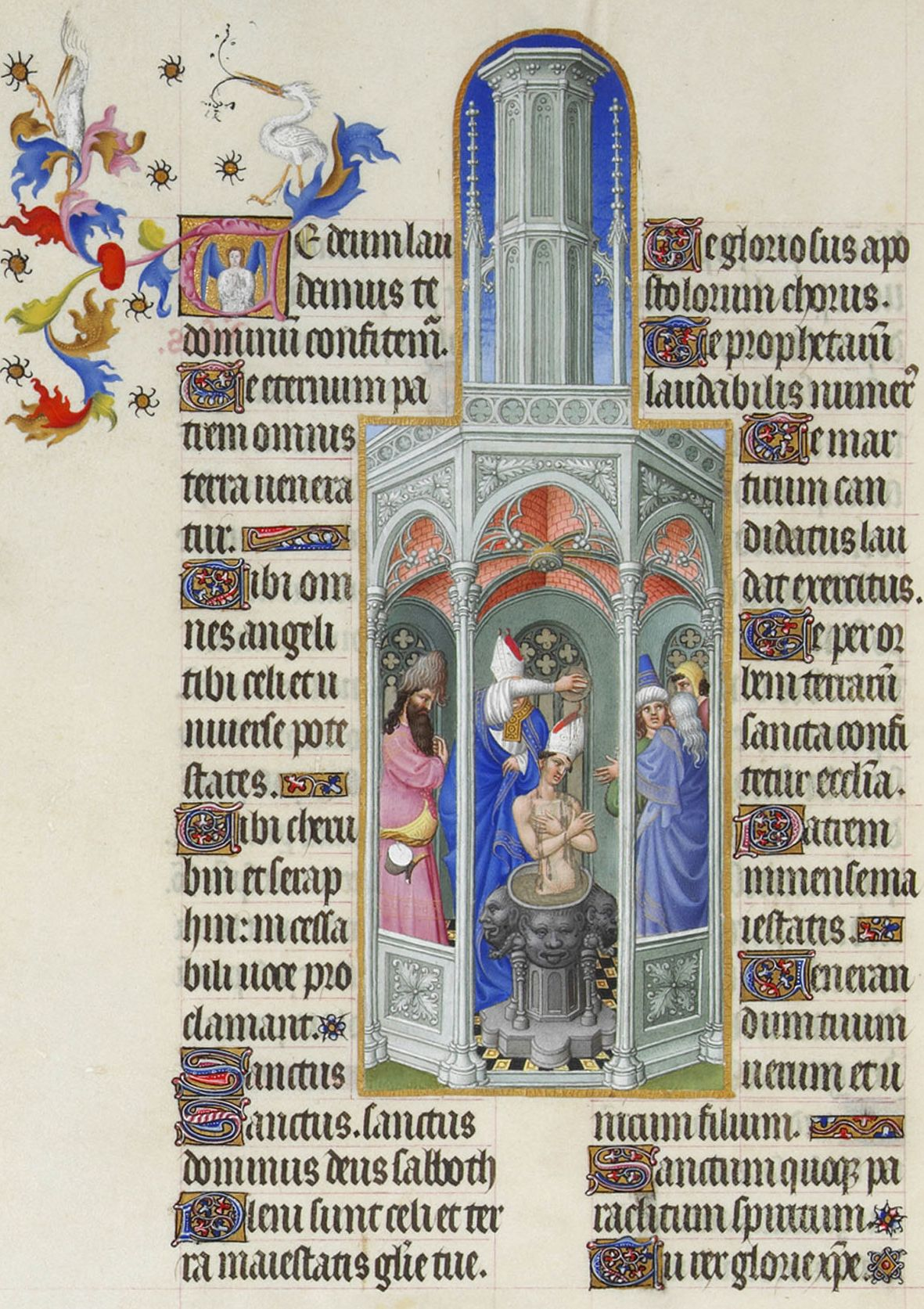
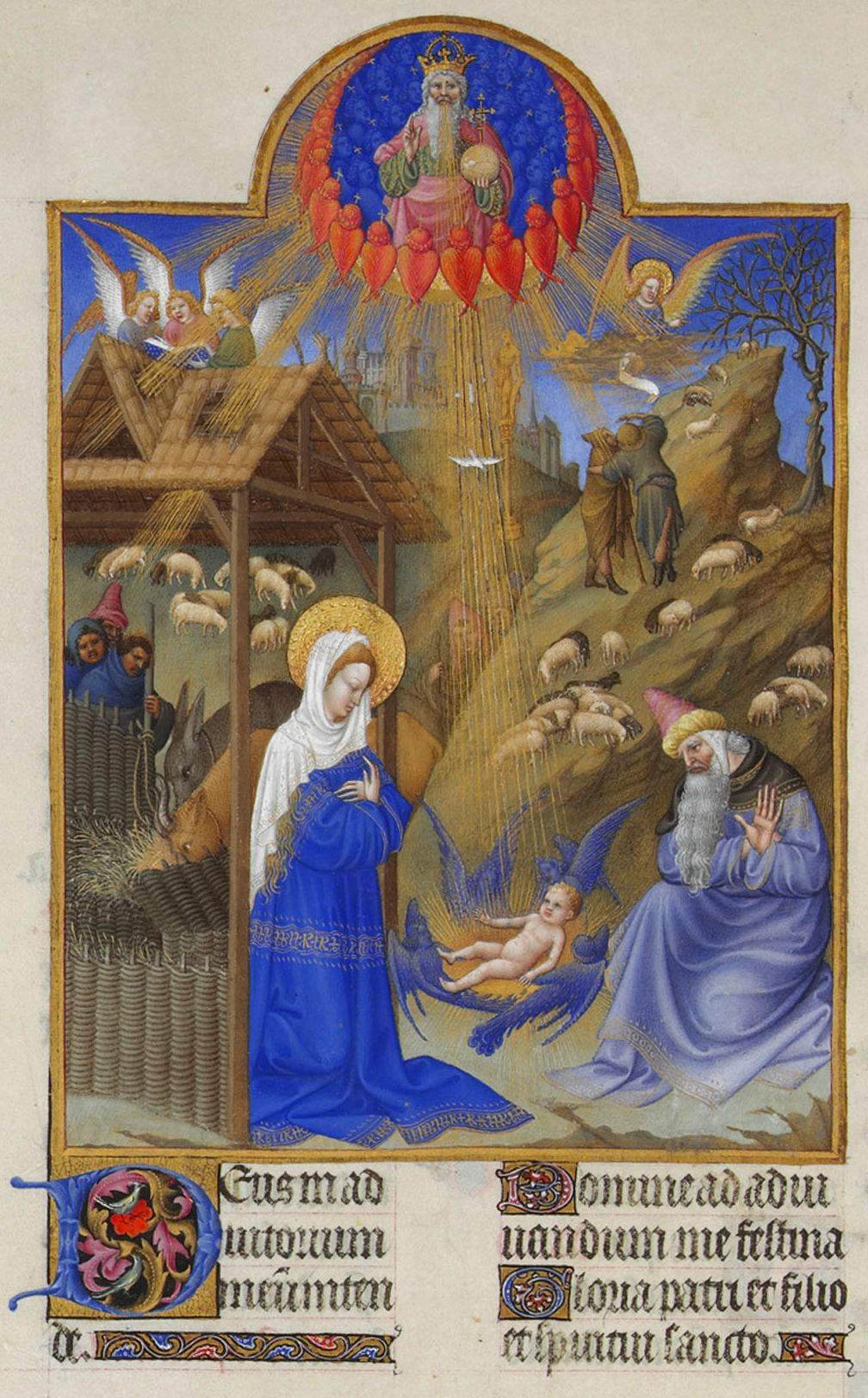
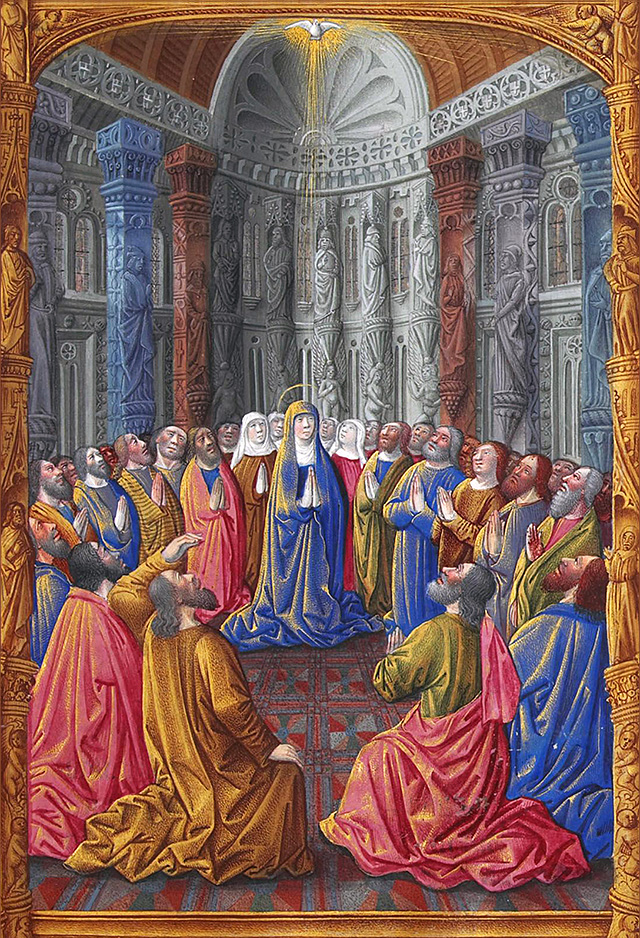
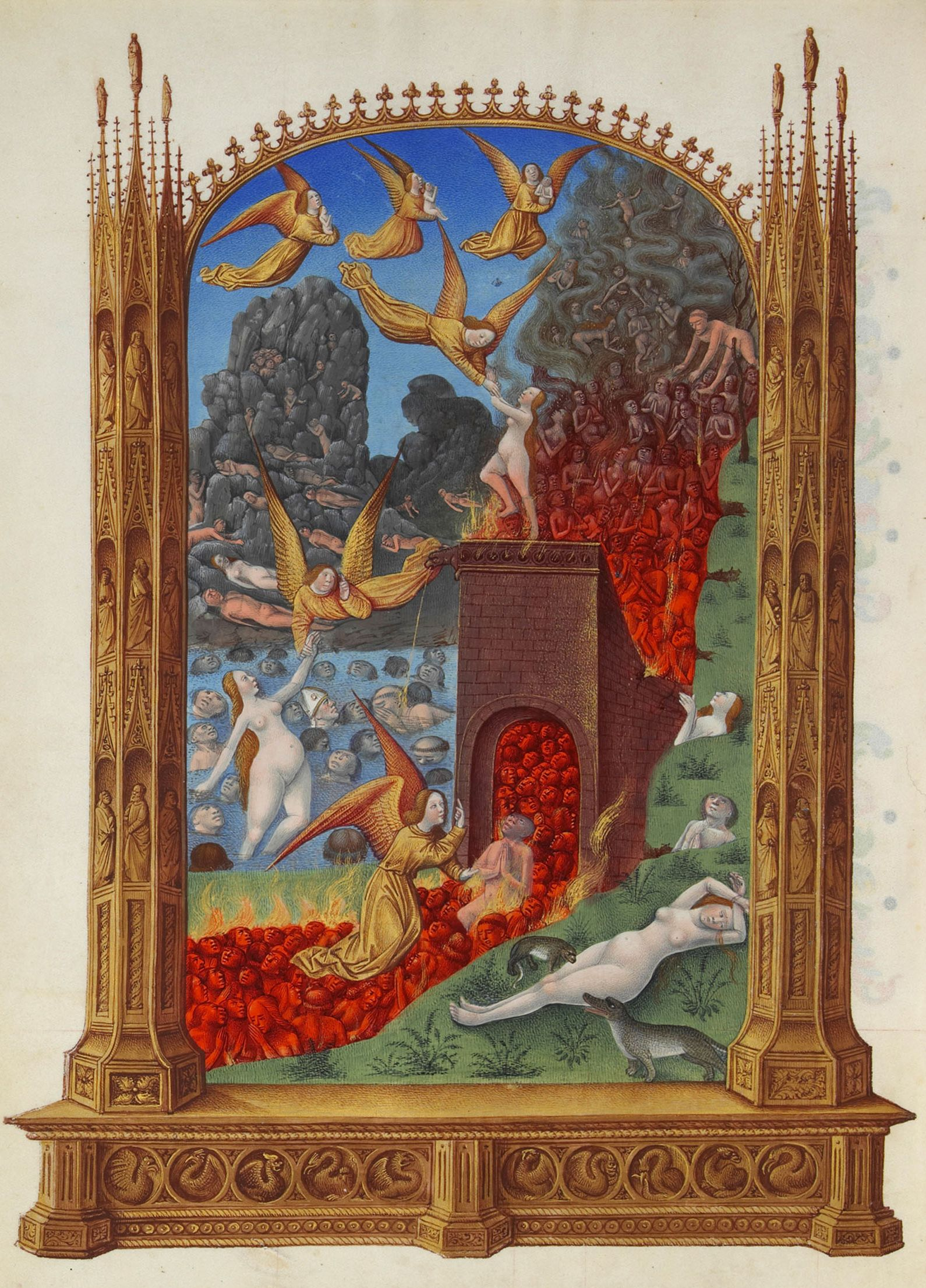
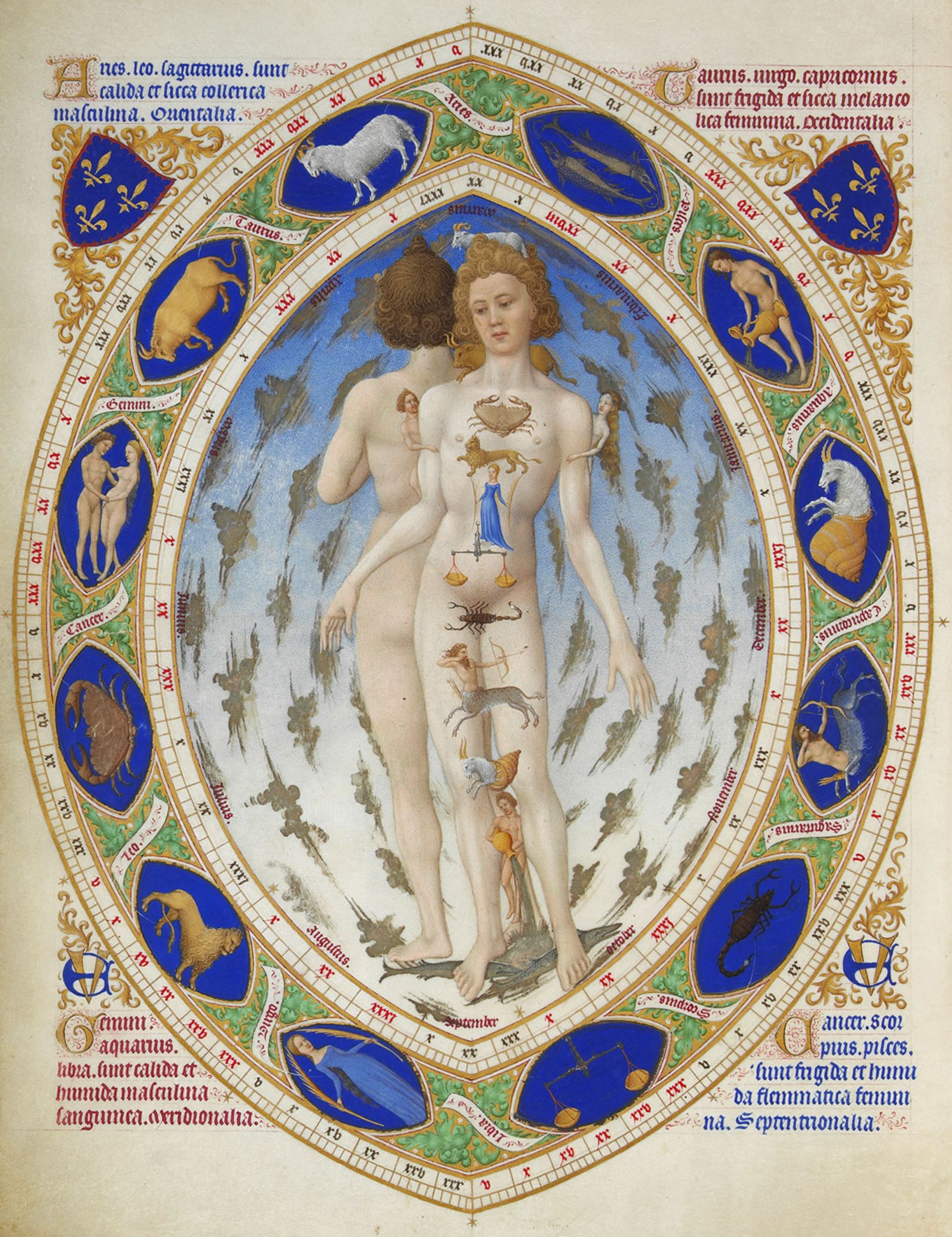
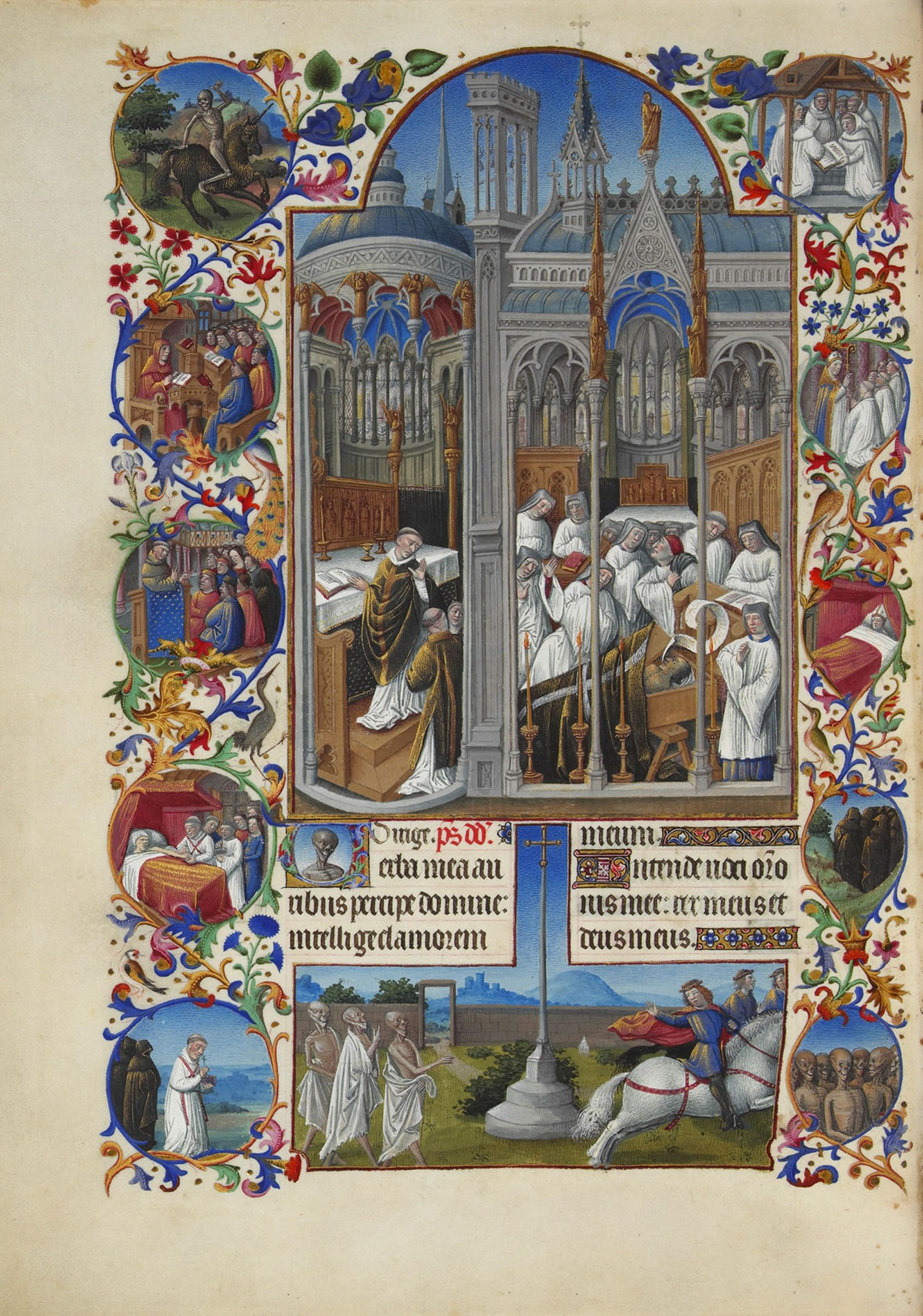